# Дураццо, Джамбаттиста
Джамбаттиста Дураццо (итал. Giovanni Battista Durazzo; Генуя, 1577 — Генуя, 1649) — дож Генуэзской республики.

## Биография
Сын Винченцо Дураццо и Джулии Гарбарино, родился в Генуе около 1565 года. Его дядя Джакомо, брат Винченцо, был первым дожем из семьи Дураццо. Пьетро Дураццо, двоюродный брат Джамбаттисты, также занимал этот пост.
Впервые на страницах хроник Джамбаттиста появляется в 1607 году, когда он был кандидатом в сенаторы. Далее он работал в экономических и финансовых магистратах Генуэзской республики в 1608—1609 годах. В 1610 году стал капитаном города, а в конце того же года он был избран в новым губернатором Корсики сроком на два года.
Вернувшись в Геную, он служил в магистрате изобилия (1616), был регент-капитаном Бизаньо (1617). Далее он вновь служил в магистрате изобилия (в 1623 и 1627 годах) и комиссаром оружия во время войны 1625 года с герцогством Савойским. В 1629 году он был избран в Верховный синдикаторий, служил в магистрате здравоохранения и шесть раз занимал должность защитника Банка Сан-Джорджо.
Три раза кандидатура Дурраццо на пост дожа была отвергнута: в 1627 (четвертое место среди шести кандидатов), в 1631 (третье место среди трех) и снова в 1635 году, когда он проиграл Джованни Франческо Бриньоле Сале. Наконец, 28 июля 1639 года Дураццо с 190 голосами обошел Оттавио Саули (179 голосов).
Церемония коронации дожа была отложена до 27 апреля 1640 года, чтобы его сын Франческо, новый епископ епархии Бруньято по решению архиепископа Генуи кардинала Стефано Дурраццо (двоюродного брата дожа), мог присутствовать и благословить отца в соборе Святого Лаврентия. Как дож он также был провозглашен королём Корсики.

### Правление и последние годы
Дож Джованни Баттиста Дурраццо, 104-й республиканской истории, был вынужден продолжать линию своего предшественника Агостино Паллавичино по военно-морскому обновлению республики и достижению большей экономической независимости от Филиппа IV Испанского, что привело к разладу между державами (хотя сам Дураццо был сторонником Испании). Он также продолжил строительство нового причала у маяка Генуи.
По истечении срока мандата 28 июля 1641 года Дураццо был назначен пожизненным прокурором. Он продиктовал завещание 23 мая 1642 года и умер в Генуе 28 мая того же года. Его тело было погребено в церкви Утешения.

### Личная жизнь
От двух своих браков с Марией Ассерето, а затем с Лелией Риччи он имел множество детей: сыновей Джованни Маттео, Винченцо, Джованни Антонио, Грегорио, Франческо (епископ Бруньято), Джованни Бернардо (кармелит), Карло Оттавио и Раффаэле (последний, возможно, умер в младенчестве); дочерей Джулию, Анну (обе — монахини монастыря Санта-Марта) и Бенедетту (жена Орацио де Франчески).